# Nemognatha scutellaroides
Nemognatha scutellaroides is een keversoort uit de familie van oliekevers (Meloidae). De wetenschappelijke naam van de soort is voor het eerst geldig gepubliceerd in 1910 door Wellman.